# Jeju (jezik)
Jeju (jje. 제줏말, Jejun-mal; kor. 제주말, Jeju-eo; ISO 639-3: jje) ugroženi je jezik podrijetlom s otoka Jeju u Južnoj Koreji. Zajedno s korejskim jezikom čini jezičnu grupu korejskih jezika. Nije međusobno razumljiv s dijalektima korejskog jezika. Jezik ima manje od 10.000 izvornih govornika.

## Rasprostranjenost
Jeju se izvorno govorio u cijeloj pokrajini Jeju, osim na otočju Chuja, na pola puta između otoka Jeju i Koreje, gdje se govorilo jugozapadnim, jeolla dijalektom korejskog jezika. Jeju također koristi dio korejske dijaspore u Japanu, u gradu Osaka.

## Povijest
Pretpostavlja se kako su govornici korejskog jezika naselili otok Jeju između trećeg i osmog stoljeća nove ere. Otok bio je pod izravnom upravom mongolske dinastije Yuan od kasnog 13. stoljeća. Velik broj mongolskih vojnika boravio je na otoku u tom razdoblju i njihov jezik je skužio kao superstrat koji je utjecao na jezične promjene na otoku. Ovo je moglo pridonjeti razvijanju Jejua kao samostalnog jezika.
Izvori iz 16. i 17. stoljeća opisuju jeziku Jeju kao nerazumljiv kontinentalnim Korejcima. Godine 1629. korejske su vlasti zabranile iseljavanje stanovnika otoka Jeju na kopno, dodatno ograničavajući jezične kontakte između Jejua i korejskog.

### Koreja pod japanskom upravom
Za vrijeme japanske uprave Korejom, 1911. godine počelo je masovno iseljavanje stanovnika otoka u Japan. Do 1934. u Osaki je živjelo 38.000 stanovnika podrijetlom s otoka Jeju. Iseljavanje u Japan se nastavilo nakon korejske nezavisnosti, sve do 1980-ih. Dio potomaka tih iseljenika govori Jeju jezikom.

### Korejski rat
Za vrijeme korejskog rata i ustanka u Jejuu režim Singmana Rheeja ugušio je pobunu masovnim ubojstvima civila izmešu 1948. i 1949. Ubijeno je do 60.000 stanovnika otoka Jeju, ili puna petina stanovništva prije pobune. Oko 70 % naselja na otoku je uništeno. Izbijanje korejskog rata imalo je dodatni utjecaj na jezik otoka. Iako Sjeverna Koreja nikad nije zauzela otok, Jeju je u prvoj godini rata naselilo gotovo 150.000 izbjeglica s kopna, govornika korejskog jezika.

## Očuvanost
Službeni jezik Južne Koreje je standardni korejski. Standardni korejski najčešće se koristi u javnom prostoru, dok se Jeju obično koristi kao obiteljski jezik. Pretpostavlja se kako ne postoje jednojezični govornici Jejua.